# Base Aérea de Reus

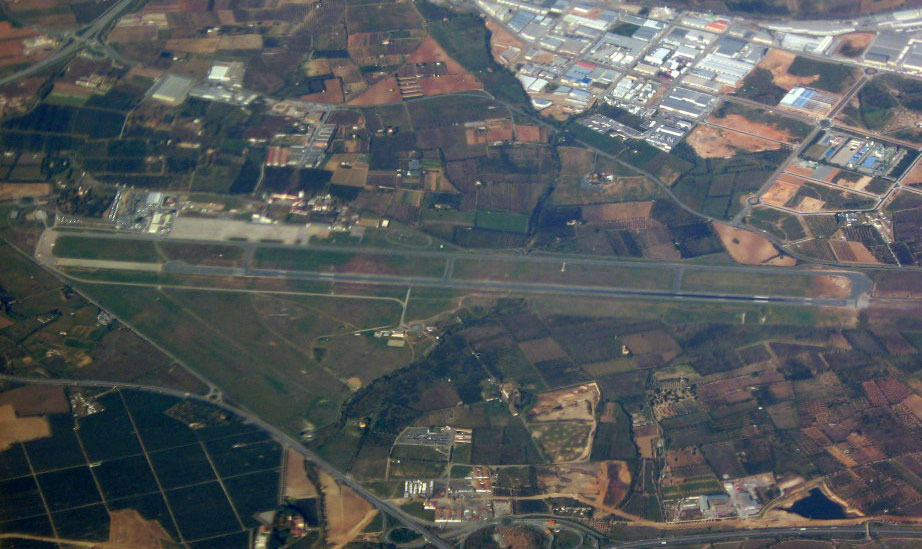
Pistas e instalaciones del Aeropuerto de Reus, en la actualidad.

La Base Aérea de Reus fue un aeródromo militar que existió en la ciudad tarraconense de Reus. Tuvo una gran actividad durante la Guerra civil, empleado por las Fuerzas Aéreas de la República Española (FARE). 

## Historia
Originalmente, en 1935 el Real Aeroclub de Reus había adquirido una serie de terrenos para levantar un aeródromo. Sin embargo, su actividad fue limitada y se redujo a la nada tras el comienzo de la Guerra civil. Durante la contienda el Ejército republicano amplió la compra de terrenos y convirtió al aerodrómo original en una de las tres grandes bases militares de la zona. En las obras de ampliación tuvieron una destacada participación los ingenieros soviéticos. Además de las pistas, se construyeron hangares y talleres anexas. A partir de 1937 parte de la producción del caza soviético Polikarpov I-15 "Chato" se realizó en las instalaciones de la zona.
En enero de 1939, durante la campaña de Cataluña, las instalaciones fueron capturadas por las tropas del Ejército franquista.
Tras el final de la contienda la Base Aérea de Reus albergó la escuela de suboficiales del aire. Allí se formaron los suboficiales de tropas y de servicios, así como los del cuerpo auxiliar de oficinas militares, y realizó trabajos de formación de oficiales del Ejército del Aire, los cuales debían superar un curso de capacitación para el ascenso al empleo de teniente. También albergó la formación de soldados voluntarios especiales, de las especialidades de Mando-Operativo, administrativo-escribiente, auxiliar de farmacia, hostelería y alimentación. 
La Base de Reus acogió los Bf-109F del 23.º Regimiento de Caza del Ejército del Aire y vio el aterrizaje de emergencia de algún avión de guerra extranjero que fue internado durante la Segunda Guerra Mundial.
Tras la creación de la Academia Básica del Aire (ABA) en León y de la Escuela de Técnicas de Seguridad, Defensa y Apoyo (ETESDA) en Zaragoza, cesaron las actividades de enseñanza que se desarrollaban en Reus y las instalaciones que quedaron fueron aplicando de forma paulatina un uso compartido con la aviación civil. La Escuela cerró en 1992,y la base aérea fue cerrada en el año 1998.
El Aeropuerto de Reus continúa operativo en la actualidad para uso civil.